# Feldkirchen bei Mattighofen
Feldkirchen bei Mattighofen là một đô thị ở huyện Braunau am Inn thuộc bang Oberösterreich, nước Áo. Đô thị này có diện tích 35 km², dân số thời điểm ngày 31 tháng 12 năm 2005 là 1876 người..